# Рой Джоунс-младши
Рой Джоунс-младши (на английски: Roy Jones Jr., роден на 16 януари 1969 г.) е американски аматьорски и професионален боксьор, настоящ световен шампион на федерации – NABO и IBC, в категория лека-тежка.
Като актьор Джоунс е известен с ролята си на Капитан Балерд в „Матрицата: Презареждане“.
Многократен носител на титли на федерациите WBC, WBA, IBF, IBO, NABF, WBF, IBA. През 90-те години на ХХ век Джоунс е наречен „Боеца на десетилетието“ от спортните журналисти в Америка.
Носител е на множество световни титли в средна категория, супер средна, полутежка и тежка категория. Единственият боксьор, който започва кариерата си от леката средна категория и достига до най-тежките, като във всяка от тях оставя дълбоки следи. Никой друг не е правил това в цялата над 100-годишна история на професионалния бокс. Джоунс е обявен за „Боец на десетилетието“ за 1990-те години от Асоциацията на боксовите журналисти в Америка.

## Аматьорска кариера
Рой Джоунс печели на националните младежки Олимпийски игри на САЩ през 1984 година в категория до 54 килограма, състезанието за „Златната ръкавица“ през 86-а (до 63 килограма), а също и през 87 година, но в категория до 71 килограма. В аматьорската си кариера той сваля множество рекорди в бокса.
Джоунс представлява САЩ на Олимпиадата 1988 в Сеул, като печели сребърното отличие. Доминира над опонентите си по пътя към финала, който е изпълнен с противоречия и завършва с победа на Си – Хун Парк от Южна Корея (домакина на игрите) с 3 – 2 точки. „Младши“ пласира много повече чисти удари, но съдиите не виждат това. След мача, Парк отива при Джоунс и му се извинява, като му казва, че той е реалния победител, който е жестоко ощетен от тримата съдии. Даже при обявяването на резултатите той е бил страшно изненадан. Един съдия по-късно казва, че Джоунс е трябвало да вземе златния медал и то с убедително предимство и загубата му е абсолютна грешка. Така правата на тримата съдии в мача, които са гласували срещу Рой са били спрени. Официалното разследване на МОК приключва през 1997 година и установява, че тези трима съдии са пили вино и са вечеряли с представители на южнокорейската делегация в нощта преди мача. Пресата веднага започва с призиви златния медал да бъде отнет от Парк и да бъде връчен на Джоунс, но МОК все още не е сторил това, въпреки доказателствата. Сребърният медалист печели трофеят „Вал Баркър“, който се дава на най-техничния и добър боксьор на игрите, като този прецедент е едва третият и до днес, тъй като обикновено винаги златни медалисти го печелят. Инцидентът доведе до създаване на нова точкова система за олимпийския бокс.

## Професионална кариера
При преминаването си в профи бокса, Рой Джоунс вече се е бил с много от професионалните боксьори, включително Рони Есет (шампион на NABF), шампионите на IBF Линдъл Холмс и Шугър Рей Леонард. Първият мач на „RJJ“ е на 6 май 1989 година, като той още във втория рунд нокаутира Рики Рандал в Пенсакола. Следващият му мач е срещу далеч по-опитния Стефан Джонсън в Атлантик Сити, чиято съдба не е много по-различна от тази на Рандал, но в осмия рунд. Рой Джоунс поставя рекорд от 15 мача без загуба, всички спечелени с нокаут.
След това той се качва в по-горната категория, като среща бившия световен шампион в полусредна Хорхе Вака през `92 г. Още в първия рунд Джоунс постига 16 пореден нокаут. След още един мач с нокаут, „Капитан Хук“, както го наричат близките му, се изправя срещу бъдещият световен шампион Хорхе Кастро. Побеждава го в 10 – рундов мач по точки.
Губи чак 35-ия си мач и то заради дисквалификация, тъй като удря 2 пъти Монтел Грифин, който се подхлъзнал и е бил в момента на колене. В реванша Грифин е нокаутиран още в първия рунд.
Първата реална загуба на Джоунс е чак в мач №51 през 2004 година, когато той е вече на 35 години. Това постижение само по себе си е невероятно. Всъщност Рой е претърпял инцидент, след който той губи много килограми и впоследствие така и не успява да си ги върне. След този мач губи още два поред.
За известно време е коментатор на мачовете за НВО, но тази роля не му е по вкуса и отново се връща на пътя на победите.
От 2009 до май 2011 г. губи 3 поредни мача, но през декември влиза пак в победна серия. Все пак се вижда, че той е ветеран и е загубил доста от скоростта си, но въпреки това не мисли за отказване. Той иска да стане една от легендите в бокса, но според много от останалите специалисти в този боен спорт Рой Джоунс – младши вече е такъв.